# Haplidus parvulus
Haplidus parvulus là một loài bọ cánh cứng trong họ Cerambycidae.